# Ernest Mallet
Cet article concerne le banquier. Pour le maire de Pontoise et historien, voir Ernest Mallet (homme politique). Pour les autres homonymes, voir Mallet.
Ernest Mallet (6 octobre 1863 à Paris - 5 décembre 1956 à Paris) est un banquier français, membre de la famille Mallet, créatrice de la banque éponyme.

## Biographie
Fils du banquier Arthur Mallet (fils de James Mallet et de Laure Oberkampf) et d'Anna de Rougemont (petite-nièce de James-Alexandre de Pourtalès), il suit ses études au lycée Condorcet, obtient sa licence en droit et est engagé conditionnel pour un an en 1882 dans le 31e régiment d'artillerie.
Banquier à Paris, il devient associé-gérant de la Banque Mallet en 1892.
En 1905, il succède à son oncle Alphonse Mallet en tant que Régent de la Banque de France. Il est le quatrième et dernier membre de sa famille à occuper le 3e siège du Conseil de Régence. Il le conserve jusqu'à la suppression du conseil en 1936. Doyen du Conseil, il lui reviendra de prononcer le discours final lors de sa suppression en 1936.
Il devient membre de la Commission de surveillance des banques coloniales en 1912, de la Commission extraparlementaire des banques coloniales et de la Commission des changes.

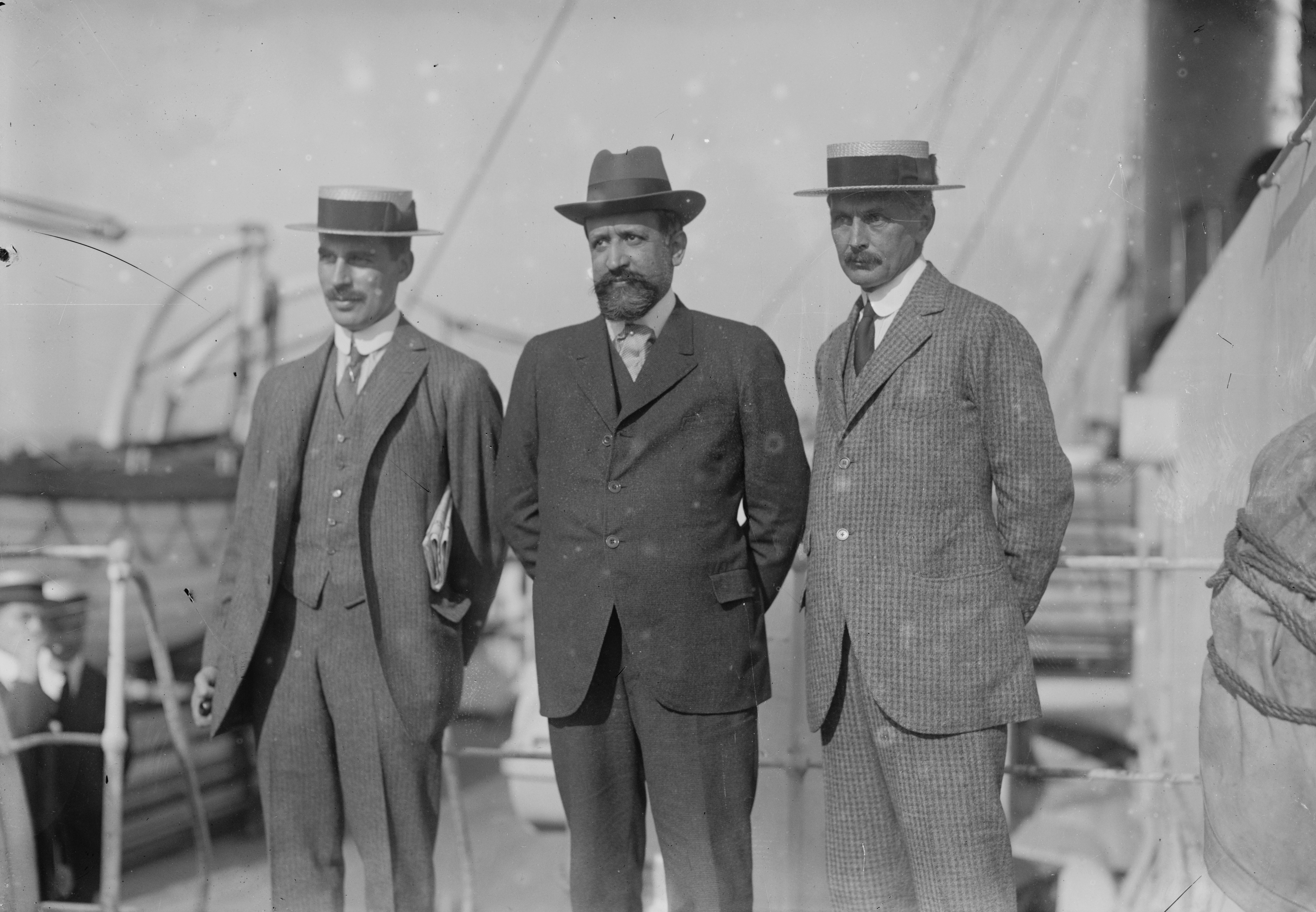
Basil Blackett, Octave Homberg et Ernest Mallet à New York en 1915 pour négocier une aide financière.

En 1915, il est envoyé à New York en qualité de délégué du Gouvernement français, avec le diplomate  Octave Homberg et le haut fonctionnaire et financier britannique Basil Blackett (en), pour négocier l'emprunt franco-britannique de 500 millions de dollars,
Il est également président de la Compagnie des assurances générales et occupe différents poste d'administrateurs dont à la Caisse d'épargne de Paris, à la Banque hypothécaire franco-argentine, à la Société du Djebel Djerissa et à la Banque nationale d'Haïti.
Il était conseiller municipal de Jouy-en-Josas, trésorier de la Société de patronage des jeunes détenus du département de la Seine et du Comité national d'assistance aux anciens militaires tuberculeux.
Marié en 1905, à Londres, à Lady Mabel St. Aubyn, fille du baron John St. Aubyn, il est le beau-père de Lucien Boël (fils de Pol-Clovis Boël) et d'Ivan d'Eliassy (père de Mélinda d'Eliassy, épouse de Pal Sarkozy, puis de Luis Ruspoli (en)).
Il résida au 23, rue Fresnel à Paris et dans le château d’Épias à Grisy-les-Plâtres.

### Sources
- Albert Choisy, Notice généalogique et historique sur la famille Mallet de Geneve originaire de Rouen, 1930
- Henri Temerson, Biographies des principales personnalités françaises décédées au cours de l'année, 1957
- Augustin Hamon, Les maîtres de la France, Volume 1, 1936